# Nicolás Politzer
Nicolás Politzer (* 1988 in Buenos Aires) ist ein argentinischer Jazzmusiker (Schlagzeug, Komposition).

## Wirken
Politzer studierte zunächst am Instituto Superior de Música Popular, dann Jazz am Conservatorio Superior de Música Manuel de Falla unter der Leitung von Ernesto Jodos. Weiterhin studierte er bei Barry Altschul, Nasheet Waits und Bruce Cox; er spielte in Ensembles mit Tony Malaby und Angelica Sanchez. Außerdem nahm er Unterricht bei den Schlagzeugern Pablo Bobrowicky und Enrique Norris.
In den letzten Jahren arbeitete Politzer mit argentinischen Jazzmusikern wie Rodrigo Dominguez, Hernán Merlo, Carlos Alvarez, Enrique Norris, Ernesto Jodos, Marcelo Gutfraind, Jorge Pemoff, Juan Pablo Hernandez, Francisco Lovuolo, Luis Nacht, Jerónimo Carmona, Paula Shocron, Carlos Lastra, Juan Bayón, Juan Pablo Arredondo, Patricio Carpossi und Mauricio Dawid. Er gehörte zum Trio von Santiago Leibson, mit dem seit 2013 drei Alben entstanden, zuletzt Prohibido andar en sulky. Im von ihm geleiteten Trio mit Maximiliano Kirszner und Santiago Leibson veröffentlichte er 2022 das Album Será Niebla. International ist er unter anderem mit Tony Malaby, Sébastien Texier, François Corneloup, Kenneth Knudsen und Martín Leitón aufgetreten.